# ISO 15765-2
ISO 15765-2, hay ISO-TP (ISO Transport), CAN TP là một tiêu chuẩn quốc tế dùng để gửi các gói dữ liệu trên bus CAN. Protocol này cho phép chuyển những message có chiều dài lớn hơn chiều dài tối đa 8 byte của một frame CAN. ISO-TP chia tách các message dài thành các frame ngắn, thêm metadata (metadata cho phép bên nhận (receiver) diễn dịch nội dung từng frame, và  lắp ghép chúng lại thành một gói message hoàn chỉnh). Mỗi gói message ISO-TP có thể mang tối đa 4095 byte dữ liệu payload (không tính metadata).
Trong model OSI, ISO-TP bao phủ layer 3 (layer network) và 4 (layer transport).
Ứng dụng thường gặp nhất của ISO-TP là chuyển các message chẩn đoán với các xe ô tô có trang bị OBD-2 sử dụng WP2000 và UDS. Ngoài ra ISO-TP còn được sử dụng rộng rãi trong các ứng dụng chuyên biệt cho CAN.

## Tiêu chuẩn
- ISO 15765-2:2011 Road vehicles -- Diagnostic communication over Controller Area Network (DoCAN) -- Part 2: Transport protocol and network layer services